# Saggart
Saggart is een plaats in het Ierse graafschap South Dublin. De plaats telt 2144 inwoners (2011).